# سان مارتين ديل بيمبويار
بلدية سان مارتين ديل بيمبويار (بالإسبانية: San Martín del Pimpollar) هي بلدية تقع في مقاطعة آبلة التابعة لمنطقة قشتالة وليون وسط إسبانيا.

## الديموغرافيا
بلغ عدد سكان بلدية سان مارتين ديل بيمبويار 228 نسمة عام 2011 (وفقاً للمعهد الوطني للإحصاء الإسباني).
| 356 | 334 | 300 | 278 | 259 | 240 | 228 |